# Distretto di Solwezi
Il distretto di Solwezi è un distretto dello Zambia, parte della Provincia Nord-Occidentale.
Il distretto comprende 22 ward:
- Chikola
- Chovwe
- Kalilele
- Kamalamba
- Kangwena
- Kapijimpanga
- Kibanza
- Kimasala
- Lumwana
- Mapunga
- Matebo
- Mujimanzovu
- Mukumbi
- Mulonga
- Mumbezhi
- Mumena
- Musaka
- Musele
- Mwajimambwe
- Sandangombe
- Shilenda
- Tumvwanganai